# Grand motet
Een grand motet is een religieuze compositie op een tekst in het Latijn voor solisten, koor en groot orkest. Het grand motet is de belangrijkste religieuze muziekvorm uit de Franse barokmuziek van de 17e en 18e eeuw. Het kreeg zijn vorm onder het bewind van Lodewijk XIV van Frankrijk en had toen ook zijn bloeitijd.
Grand motets worden gekenmerkt door een groot ceremonieel en plechtig karakter. Vaak wordt de tekst van een der Psalmen gebruikt. Bijvoorbeeld: Super flumina Babylonis (psalm 137: Aan de rivieren van Babel), Confitebor tibi Domine, in toto corde meo (psalm 111: Ik wil de Heer loven met heel mijn hart) en Miserere mei, Deus (psalm 51: Wees mij genadig, God, in uw trouw). Ook lofzangen werden getoonzet als grand motet, zoals het Te Deum. De tegenhanger van het grand motet is het het intiemere petit motet, waarvoor ook vaker teksten worden gebruikt uit de specifiek katholieke Maria-verering (zoals het Regina coeli).
Belangrijke componisten van grand motets zijn Jean-Baptiste Lully, Marc-Antoine Charpentier, Henry Dumont (of Du Mont) en Michel-Richard Delalande. 
Er is mogelijk geen ander klassiek muziekwerk dat zo algemeen door iedere Europeaan wordt gekend, zonder dat die zich waarschijnlijk realiseert dat het om een fragment uit een grand motet gaat, als de prelude van het Te Deum van Charpentier, de muziek die aan het begin van Eurovisieuitzendingen wordt gespeeld.